# Roemenië op de Olympische Winterspelen 1956
Tijdens de Olympische Winterspelen van 1956, die in Cortina d'Ampezzo (Italië) werden gehouden, nam Roemenië voor de zesde keer deel.

## Deelnemers en resultaten

### Alpineskiën
| Olympiër               | Discipline       | Resultaat | Prestatie                      |
| ---------------------- | ---------------- | --------- | ------------------------------ |
| Gheorghe Cristoloveanu | afdaling (m)     | dq        | diskwalificatie                |
| Gheorghe Cristoloveanu | reuzenslalom (m) | 37e       | 3.30,5 (+30,4)                 |
| Gheorghe Cristoloveanu | slalom (m)       | 41e       | 4.21,0 (+1.06,3) 2.05,6+2.15,4 |
| Nicolae Pandrea        | afdaling (m)     | 31e       | 3.46,5 (+54,3)                 |
| Nicolae Pandrea        | reuzenslalom (m) | 74e       | 4.12,3 (+1.12,2)               |
| Nicolae Pandrea        | slalom (m)       | 39e       | 4.19,1 (+1.04,4) 1.52,9+2.26,2 |
|                        |                  |           |                                |
| Elena Epuran           | afdaling (v)     | 44e       | 2.27,7 (+47,0)                 |
| Elena Epuran           | reuzenslalom (v) | 43e       | 3.20,5 (+1.24,0)               |
| Elena Epuran           | slalom (v)       | dq        | diskwalificatie                |
| Magdalena Marotineanu  | afdaling (v)     | 40e       | 2.04,0 (+23,3)                 |
| Magdalena Marotineanu  | reuzenslalom (v) | 39e       | 2.21,0 (+24,5)                 |
| Magdalena Marotineanu  | slalom (v)       | dq        | diskwalificatie                |

### Bobsleeën
| Olympiër                                                         | Discipline                | Resultaat | Prestatie                                                |
| ---------------------------------------------------------------- | ------------------------- | --------- | -------------------------------------------------------- |
| Heinrich Enea Mărgărit Blăgescu                                  | 2-mansbob (m) Roemenië I  | 14e       | 5.46,22 (+16,08) (1.26,51 / 1.26,83 / 1.26,44 / 1.26,44) |
| Constantin Dragomir Gheorghe Moldoveanu                          | 2-mansbob (m) Roemenië II | 18e       | 5.50,16 (+20,02) (1.27,22 / 1.26,42 / 1.27,57 / 1.28,95) |
| Heinrich Enea Dumitru Peteu Nicolae Moiceanu Mărgărit Blăgescu   | 4-mansbob (m) Roemenië I  | 14e       | 5.23,19 (+12,75) (1.21,53 / 1.20,58 / 1.20,64 / 1.20,44) |
| Constantin Dragomir Vasile Panait Ion Staicu Gheorghe Moldoveanu | 4-mansbob (m) Roemenië II | 20e       | 5.27,83 (+17,39) (1.21,21 / 1.21,22 / 1.22,37 / 1.23,03) |

### Langlaufen
| Olympiër                                     | Discipline           | Resultaat | Prestatie                             |
| -------------------------------------------- | -------------------- | --------- | ------------------------------------- |
| Manole Aldescu                               | 15 km (m)            | 32e       | 54.40 (+5.01)                         |
| Manole Aldescu                               | 30 km (m)            | 31e       | 1:57.42 (+13.36)                      |
| Constantin Enache                            | 15 km (m)            | 40e       | 56.06 (+6.27)                         |
| Constantin Enache                            | 30 km (m)            | 36e       | 1:59.52 (+15.46)                      |
|                                              |                      |           |                                       |
| Iuliana Simon                                | 10 km (v)            | 38e       | 49.32 (+11.21)                        |
| Ștefania Botcariu                            | 10 km (v)            | 39e       | 49.37 (+11.26)                        |
| Margareta Arvay                              | 10 km (v)            | dq        | diskwalificatie                       |
| Ștefania Botcariu Elena Zangor Iuliana Simon | 3x5 km estafette (v) | dq        | diskwalificatie (details niet bekend) |

### Schansspringen
| Olympiër         | Discipline | Resultaat | Prestatie                  |
| ---------------- | ---------- | --------- | -------------------------- |
| Nicolae Munteanu | mannen     | 42e       | 175,0 punten (66,0+70,0 m) |

Australië · België · Bolivia · Bulgarije · Canada · Chili · Duits eenheidsteam · Finland · Frankrijk · Griekenland · Groot-Brittannië · Hongarije · IJsland · Iran · Italië · Japan · Joegoslavië · Libanon · Liechtenstein · Nederland · Noorwegen · Oostenrijk · Polen · Roemenië ·  Sovjet-Unie · Spanje · Tsjecho-Slowakije · Turkije · Verenigde Staten · Zuid-Korea · Zweden · Zwitserland